# Castine (Maine)
Castine es un pueblo ubicado en el condado de Hancock en el estado estadounidense de Maine. En el Censo de 2010 tenía una población de 1.366 habitantes y una densidad poblacional de 26,35 personas por km².
Fue ocupada por las tropas británicas entre agosto de 1814 y abril de 1815, durante la guerra anglo-estadounidense. 

## Geografía
Castine se encuentra ubicado en las coordenadas 44°24′35″N 68°48′51″O / 44.40972, -68.81417. Según la Oficina del Censo de los Estados Unidos, Castine tiene una superficie total de 51.83 km², de la cual 20.15 km² corresponden a tierra firme y (61.13%) 31.68 km² es agua.

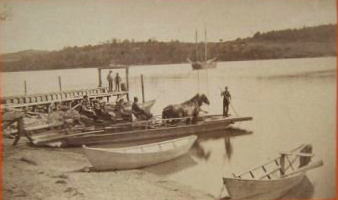
Transbordador entre Castine y Brooksville

## Demografía
Según el censo de 2010, había 1.366 personas residiendo en Castine. La densidad de población era de 26,35 hab./km². De los 1.366 habitantes, Castine estaba compuesto por el 96.71% blancos, el 0.51% eran afroamericanos, el 0.15% eran amerindios, el 1.1% eran asiáticos, el 0% eran isleños del Pacífico, el 0.37% eran de otras razas y el 1.17% pertenecían a dos o más razas. Del total de la población el 1.24% eran hispanos o latinos de cualquier raza.